# النسيمية
قرية النسيمية هي إحدى القرى التابعة لمركز المنصورة في محافظة الدقهلية في جمهورية مصر العربية. حسب إحصاءات سنة 2006، بلغ إجمالي السكان في النسيمية 9423 نسمة، منهم 4866 رجل و4557 امرأة.

## التاريخ
قرية النسيمية من القرى القديمة، حيث وردت باسم «كوم الثعالب» في أعمال الدقهلية والمرتاحية ضمن قرى الروك الناصري التي أحصاها ابن الجيعان في كتاب «التحفة السنية بأسماء البلاد المصرية». وفي العصر العثماني وردت باسم «كوم الثعالب» في التربيع العثماني الذي أجراه الوالي العثماني سليمان باشا الخادم في عصر السلطان العثماني سليمان القانوني ضمن قرى ولاية الدقهلية، وفي تاريخ 1228هـ/1813م الذي عدّ قرى مصر بعد المسح الذي قام به محمد علي باشا باسم «كوم التعالب» ضمن قرى مديرية الدقهلية. تغير الاسم إلى «النسيمية» سنة 1354هـ/1935م.